# Li Sizhong
Li Sizhong (en chinois simplifié : 李思忠 ; Wade : Li Sze-Chung) est un ichtyologiste chinois né le 19 février 1921 à Huixian et mort le 11 janvier 2009 à Pékin.

## Biographie
Membre de l'Institut de zoologie de l'Académie chinoise des sciences, ce chercheur fait de nombreuses découvertes de nouvelles espèces (ou sous-espèces) de poissons et a publié de nombreux ouvrages et rapports de recherche décrivant la faune et la répartition géographique des poissons, notamment en Chine.